# Vaccinationstäckning
Vaccinationstäckning (på engelska: Vaccination coverage) är ett begrepp som används för att beskriva hur stor andel av befolkningen som har fått ett visst vaccin.
Folkhälsomyndigheten ansvarar för det nationella vaccinationsregistret (NVR) som är ett hälsodataregister som används för att följa upp effekten av nationella vaccinationsprogram och som följd av covid-19-pandemin även covid-19-vaccinationer. Rapporteringen är obligatorisk och enligt lagen måste vårdgivare rapportera alla vaccinationer som ges inom det allmänna vaccinationsprogrammet för barn samt vaccinationer mot covid-19 till NVR. Rapporteringen är obligatorisk och regleras i lag (2012:453) om register över nationella vaccinationsprogram m.m.

## Vaccinationstäckning i Sverige

### Allmänna vaccinationsprogrammet
Sverige har det allmänna vaccinationsprogrammet som regleras genom smittskyddslagen (2004:168). Andelen vaccinerade med två doser av vaccin mot mässling, påssjuka och röda hund (MPR-vaccin) vid 12-13 års ålder med födelseår 2001 beräknas vara cirka 95%.

### Covid-19
Herrgården i Rosengård, Malmö tillsammans med Gårdsten sydvästra i Göteborg hade vid ett tillfälle en vaccintäckning på 41 procent vilket var lägst i hela Sverige (när två doser ansågs vara fullt vaccinerad). Om man listar de tio minst vaccinerade områdena i landet förekommer ytterligare två områden i Rosengård på listan, med en täckning på 43 respektive 46 procent. Rosengård är också ett av landets värst drabbade områden i hela Sverige när det kommer till andel smittade.
Den 9 december 2021 publicerade Statistiska centralbyrån (SCB) ny statistik som visar att det finns ett samband mellan vaccintäckning och valdeltagande. I områden där relativt lågt andelar av befolkning vaccinerat sig mot covid-19 är valdeltagandet lågt. Det rör sig främst om områden som ligger i så kallade miljonprogramsområde, värst var det i Gårdsten nordöstra i Göteborg tillsammans med Herrgården norr i Malmö som hade den lägsta vaccinationsgraden i Sverige, bara 36 procent. Valdeltagandet var i samma område 43 procent i riksdagsvalet 2018. Den kommun som har lägst vaccinationstäckning var Botkyrka kommun.

## Studier
Myndigheten för vård- och omsorgsanalys har en planerad publicering i andra kvartalet 2022 som kommer handla om riktade insatser för en hög och jämlik vaccintäckning och vilka lärdomar som kan dras från vaccineringen mot covid-19.